# 八戸是川インターチェンジ
八戸是川インターチェンジ（はちのへこれかわインターチェンジ）は、青森県八戸市にある三陸沿岸道路（八戸南環状道路）のインターチェンジである。
三陸道は鳴瀬奥松島ICから当ICまでが無料区間となっている。IC番号「75」は、1から連番で続く路線としては日本国内で最大値である。

## 歴史
- 2005年（平成17年）3月5日 : 八戸是川IC - 八戸南IC間 開通に伴い供用開始。
- 2014年（平成26年）3月29日 : 八戸JCT - 八戸是川IC間 開通[1]。

## 道路

### 本線
E45 三陸沿岸道路（八戸南環状道路）

### 接続する道路
- 直接接続
  - 青森県道・岩手県道11号八戸大野線
- 間接接続
  - 青森県道139号差波新井田線（県道11号経由）

※八戸JCTから八戸ICへは出られないため、階上方面から八戸市街へ向かう場合は当ICにて退出する（当ICを過ぎると次の出口は有料の八戸北ICまたは八戸西SIC、および南郷ICとなる）。

## 料金所
- 無料区間のため、設置されていない。
- 但し、八戸JCTまでは無料区間ではあるが、八戸JCTより先の八戸自動車道 八戸北IC・百石道路方面や南郷IC・東北自動車道方面は有料のため、無料区間のみの通行は不可能。

## 周辺
- 八戸公園
- 是川団地
- 青森県立八戸商業高等学校
- 青森県立八戸第二養護学校
- うみねこ学園
- いちい寮
- こだまの園
- 八戸市斎場
- イオン八戸田向ショッピングセンター
- 八戸市立市民病院

## 形状
ランプウェイはダイヤモンド型である。

## 隣
E45 三陸沿岸道路（八戸南環状道路）
(74) 八戸南IC - (75) 八戸是川IC - (是川トンネル) - (5-1) 八戸JCT